# Eliminação de Gauss-Jordan
Na matemática, o algoritmo conhecido por eliminação de Gauss-Jordan é uma versão da eliminação de Gauss que zera os elementos acima e abaixo do elemento de pivotação, conforme ele percorre a matriz. Em outras palavras, a eliminação de Gauss-Jordan transforma a matriz em uma matriz na forma escalonada reduzida por linhas, enquanto a eliminação de Gauss transforma em uma matriz na forma escalonada por linhas. Esse algoritmo é menos eficiente que aplicar a eliminação de Gauss duas vezes.
O nome faz referência aos matemáticos Carl Friedrich Gauss e Wilhelm Jordan.